# Walter Schulze-Mittendorff
Walter Schulze-Mittendorff (* 31. Januar 1893 in Berlin als Walter Georg Hermann Schulze; † 14. August 1976 ebenda) war ein deutscher Bildhauer, Spezialeffektekünstler und Kostümbildner.

## Leben und Wirken
Walter Schulze war ein Sohn des Uhrmachers Georg Schulze und der Agnes, geborene Mittendorf, die beide aus Niederschlesien stammten. Den Doppelnamen aus den Geburtsnamen seiner Eltern führte er offiziell ab 1932. Nachdem er bereits im Alter von 14 Jahren bei Otto Rossius (1877–1918) eine Lehre zum Bildhauer begonnen hatte, erhielt er seine künstlerische Ausbildung an der Kunstgewerbe- und der Handwerkerschule in Berlin. Darüber hinaus ließ er sich an der Akademie der Künste Berlin sowie am Meisteratelier der deutschen Hauptstadt fortbilden. Insgesamt brachte er es auf vier Jahre praktische Lehrzeit als Bildhauer.
Nach seinem Kriegsdienst 1915–1918 begann er sich einen Namen als Bildhauer zu machen, ehe er über einen Freund, den Filmarchitekten Robert Herlth, 1920 zum Film stieß. Seine ersten zaghaften, anfänglich noch geringfügigen Beiträge für das Kino lieferte er zunächst für einige Spitzenproduktionen von Fritz Lang, darunter Der müde Tod. Er entwarf z. B. die Maschinen (auch den von Brigitte Helm dargestellten Roboter) für Metropolis und die Masken für Das Testament des Dr. Mabuse. 1922 kreierte er die Plastiken für Carl Froelichs Kabale und Liebe-Adaption Luise Millerin, im darauffolgenden Jahr die für Arthur von Gerlachs Literaturverfilmung Zur Chronik von Grieshuus.
1935 war er einer von drei Kostümiers (die anderen beiden waren der erfahrene Bühnen- und Filmarchitekt Rochus Gliese und Manon Hahn, eine weitere Kostümdebütantin) bei Reinhold Schünzels Komödie Amphitryon. 1937 gestaltete er einige Skulpturen zu der Kleist-Adaption Der zerbrochene Krug. Seine Tätigkeit als Kostümbildner bei der Produktionsfirma Terra Film beendete im März 1940 seine freiberuflichen Phase. Schulze-Mittendorffs Entwürfe in der Endzeit des 3. Reichs adelten vor allem höher- bis hochklassige Unterhaltungsproduktionen (Kleider machen Leute, Die schwedische Nachtigall, Andreas Schlüter, Der verzauberte Tag); vorzugsweise entwarf er Kostüme für poetische, historische oder märchenhaft-operettenselige Stoffe. 1943 war er auch an Heinz Rühmanns Die Feuerzangenbowle beteiligt.
1945/1946 war er in Berlin auf der vom Kulturbund zur Demokratischen Erneuerung Deutschlands veranstalteten Ausstellung Bildender Künstler mit drei Plastiken vertreten.
Er fand bei der DEFA Beschäftigung, wo engagierte Filme mit zeitgeschichtlich-sozialkritischem Hintergrund (Die Buntkarierten, Das Beil von Wandsbek, Der Untertan) entstanden. In der Frühzeit des DDR-Kinos war Schulze-Mittendorff der führende Kostümier des Landes. Die Karriere des vielseitigen, in West-Berlin ansässigen Künstlers wurde mit dem Mauerbau abrupt beendet, seine bis zum August 1961 entworfenen Designs fanden ihre Umsetzung in drei noch im Winter 1961/62 in Produktion befindlichen DEFA-Inszenierungen. Danach kreierte Schulze-Mittendorff seine Entwürfe nur noch für Fernsehinszenierungen so zentraler Regisseure wie Helmut Käutner, Rudolf Noelte und R. A. Stemmle. Nach der Arbeit an Noeltes Kafka-Verfilmung Das Schloß 1968 zog er sich 75-jährig ins Privatleben zurück.

## Filmografie (als Kostümbildner)
| - 1935: Amphitryon - 1940: Rosen in Tirol - 1940: Kleider machen Leute - 1941: Die schwedische Nachtigall - 1942: Andreas Schlüter - 1942: Wenn die Sonne wieder scheint - 1943: Die Feuerzangenbowle - 1943: Der verzauberte Tag - 1943/47: Quax in Afrika - 1944: Der Engel mit dem Saitenspiel - 1947: Wozzeck - 1948: Und wieder 48 - 1949: Die Buntkarierten - 1949: Der Biberpelz - 1949: Figaros Hochzeit - 1949: Der Kahn der fröhlichen Leute - 1949: Semmelweis – Retter der Mütter - 1950: Das kalte Herz - 1950: Das Beil von Wandsbek - 1951: Der Untertan - 1951: Karriere in Paris - 1952: Anna Susanna | - 1953: Die Geschichte vom kleinen Muck - 1953: Der Vogelhändler - 1954: Leuchtfeuer - 1954: Der Teufel vom Mühlenberg - 1955: Ein Polterabend - 1955: Das Fräulein von Scuderi - 1955: Mutter Courage (unvollendet) - 1956: Das tapfere Schneiderlein - 1957: Mazurka der Liebe - 1958: Emilia Galotti - 1958: Der Prozeß wird vertagt - 1958: Geschwader Fledermaus - 1959: Kabale und Liebe - 1959: Musterknaben - 1960: Fünf Tage – Fünf Nächte - 1960: Drei Kapitel Glück - 1961: Der Traum des Hauptmann Loy - 1961: Tanz am Sonnabend – Mord? - 1962: Rotkäppchen - 1962: Die schwarze Galeere - 1962: Ach, du fröhliche … - 1968: Das Schloß |